# Meinrad Gschwend
Meinrad Gschwend (* 15. April 1958 in Altstätten; heimatberechtigt in Altstätten) ist ein Schweizer Politiker (Grüne).

## Leben
Meinrad Gschwend wuchs in Altstätten auf. Er ist als freier Journalist, Lokalhistoriker, Denkmalpfleger und Anbieter von Stadtführungen in Altstätten tätig. Meinrad Gschwend lebt in Altstätten.

## Politik
Meinrad Gschwend wurde 1996 in den Stadtrat (Exekutive) von Altstätten gewählt, dem er bis 2004 angehörte.
Meinrad Gschwend rückte 1995 in den Kantonsrat des Kantons St. Gallen nach, dem er bis 2000 angehörte. 2004 gelang ihm erneut die Wahl in den Kantonsrat. Er war von 2004 bis 2010 und von 2016 bis 2022 Mitglied der staatswirtschaftlichen Kommission, von 2010 bis 2016 Mitglied der Finanzkommission und von 2011 bis 2016 Mitglied der Interessengruppe öffentlicher Verkehr. Von 2017 bis 2018 war Gschwend als zweiter Stimmenzähler Mitglied des Präsidiums des Kantonsrates. Er ist seit 2011 Mitglied der Interessengruppe Wald und Holz und der Ethikgruppe, seit 2017 Mitglied der Interessengruppe Kultur und der Interessengruppe Natur und Umwelt und seit 2022 Mitglied der interkantonalen Legislativkonferenz. Seit 2020 ist Meinrad Gschwend als Fraktionspräsident Mitglied des Präsidiums des Kantonsrates.
Meinrad Gschwend ist Präsident der Grünen Rheintal und seit 2016 Vorstandsmitglied der Grünen Kanton St. Gallen. Er ist Vizepräsident des Vereins Rhyboot, Präsident des Naturschutzvereins Altstätten, Vorstandsmitglied der Solargenossenschaft Rheintal und von Casafair Ostschweiz sowie Stiftungsrat der St. Gallischen Kulturstiftung und der Stiftung Frauenhof-Kapelle Altstätten.